# Borda del Roi (Sossís)
La Borda del Roi, pronúncia pallaresa de la Borda del Roig, és una borda del terme municipal de Conca de Dalt, dins de l'antic terme de Claverol, pertanyent a l'àmbit del poble de Sossís, al nord del municipi.
Està situada a l'esquerra de la Noguera Pallaresa, a prop del lloc on hi aflueix el barranc de Santa, a la dreta d'aquest barranc.